# Sebastião José Pereira, bispo de Damão
Sebastião José Pereira (Casal Cimeiro, 4 de outubro de 1857 - Damão, 4 de agosto de 1925) foi um bispo português da Igreja Católica, último bispo de Damão.
Foi ordenado padre em 30 de junho de 1880, em Portalegre. Foi nomeado como bispo-prelado da Administração Apostólica de Moçambique em 16 de novembro de 1897, sendo consagrado como bispo-titular de Epiphania in Cilicia, em 9 de janeiro de 1898, no Seminário de Cernache do Bonjardim, por Dom Gaudêncio José Pereira, bispo de Portalegre, coadjuvado por Dom Henrique José Reed da Silva, bispo-emérito de São Tomé de Meliapor e por Dom António José de Sousa Barroso, bispo de São Tomé de Meliapor e seu antecessor como bispo-prelado.
Em 23 de julho de 1900, foi nomeado segundo e último bispo de Damão. Após seu falecimento, a Diocese foi anexada à Arquidiocese de Goa.